# Northern 300
Northern 300 var ett stockcarlopp som kördes 1958, 1959, och 1967-1972 på Trenton Speedway i Trenton, New Jersey. Bansträckningen förändrades genom åren . År 1958 var loppet 500 miles (804,7 km) långt uppdelat på 500 varv. Året efter minskades antal varv till 150, 150 miles (241,4 km). År 1967 och 1968 avverkades sträckan 300 miles (482.8 km) uppdelat på 300 varv. Trenton Speedway förlängdes 1969 från 1 mile till 1,5 mile, vilket gjorde att samma sträcka kördes dom fyra sista tävlingarna men att antalet varv reducerades från 300 till 200 varv.

## Tidigare namn
- Northern 500 (1958)
- Uppgift saknas (1959)
- Northern 300 (1967–1969, 1971–1972)
- Schaefer 300 (1970)

## Vinnare genom tiderna
| Säsong      | Datum     | Nr        | Förare           | Team/ bilägare              | Konstruktör | Distans   | Distans       | Tid       | Snitthastighet (mph) | Rapport   | Ref       |
| Säsong      | Datum     | Nr        | Förare           | Team/ bilägare              | Konstruktör | Varv      | Miles (km)    | Tid       | Snitthastighet (mph) | Rapport   | Ref       |
| ----------- | --------- | --------- | ---------------- | --------------------------- | ----------- | --------- | ------------- | --------- | -------------------- | --------- | --------- |
| 1958        | 30 maj    | 22        | Fireball Roberts | Frank Strickland            | Chevrolet   | 500       | 500 (804,672) | 5:54.56   | 84,522               | Rapport   | [ 1 ]     |
| 1959        | 17 maj    | 59        | Tom Pistone      | Carl Rupert                 | Ford        | 150       | 150 (241,401) | 1:43.02   | 87,35                | Rapport   | [ 2 ]     |
| 1960 – 1966 | Kördes ej | Kördes ej | Kördes ej        | Kördes ej                   | Kördes ej   | Kördes ej | Kördes ej     | Kördes ej | Kördes ej            | Kördes ej | Kördes ej |
| 1967        | 9 juni    | 43        | Richard Petty    | Petty Enterprises           | Plymouth    | 300       | 300 (482,803) | 3:08.50   | 95,322               | Rapport   | [ 3 ]     |
| 1968        | 14 juli   | 98        | LeeRoy Yarbrough | Junior Johnson & Associates | Ford        | 300       | 300 (482,803) | 3:22.04   | 89,079               | Rapport   | [ 4 ]     |
| 1969        | 13 juli   | 17        | David Pearson    | Holman-Moody                | Ford        | 200       | 300 (482,803) | 2:28.45   | 121,008              | Rapport   | [ 5 ]     |
| 1970        | 12 juli   | 43        | Richard Petty    | Petty Enterprises           | Plymouth    | 200       | 300 (482,803) | 2:29.06   | 120,724              | Rapport   | [ 6 ]     |
| 1971        | 18 juli   | 43        | Richard Petty    | Petty Enterprises           | Plymouth    | 200       | 300 (482,803) | 2:29.34   | 120,347              | Rapport   | [ 7 ]     |
| 1972        | 16 juli   | 12        | Bobby Allison    | Richard Howard              | Chevrolet   | 200       | 300 (482,803) | 2:57.41   | 114,03               | Rapport   | [ 8 ]     |

### Förare med flera segrar
| Antal segrar | Förare        | År               |
| ------------ | ------------- | ---------------- |
| 3            | Richard Petty | 1967, 1970, 1971 |

### Team med flera segrar
| Vinster | Team              | År               |
| ------- | ----------------- | ---------------- |
| 3       | Petty Enterprises | 1967, 1970, 1971 |

### Konstruktörer efter antal segrar
| Antal segrar | Konstruktör | År               |
| ------------ | ----------- | ---------------- |
| 3            | Plymouth    | 1967, 1970, 1971 |
| 3            | Ford        | 1959, 1968, 1969 |
| 2            | Chevrolet   | 1958, 1972       |